# Lac de Fierza
Le lac de Fierza (en albanais : Liqeni i Fierzës) est un réservoir en Albanie et au Kosovo.

## Présentation
Le réservoir a été formé à la suite de la construction de la centrale hydroélectrique de Fierza en 1978 par le gouvernement albanais. La taille du lac est de 73 km2, dont 2,16 km2 appartiennent au Kosovo. Il est long de 70 km et a une profondeur de 128 m. Du côté albanais du lac se trouvent beaucoup de canyons et de petites îles.